# Håkan Svenneling
Håkan Svenneling (1985) é um político sueco. Desde 29 de setembro de  2014 Svenneling serve como membro do Riksdag representando o distrito eleitoral do condado de Värmland.